# Freeport LNG
Freeport LNG (также известная как Freeport LNG Development, L.P.) — американская компания, экспортер сжиженного природного газа (СПГ), расположенный во Фрипорте, штат Техас (Freeport, Texas). 
СПГ-терминал во Фрипорте – второй по мощности в США, на него приходились около 15 % всего экспорта американского СПГ.
Freeport в начале 2000-х годов был одним из первых участников тогдашнего развивающегося рынка газа в США, первоначально в качестве импортера газа, а затем в начале 2010-х годов, после сланцевой революции в США, перешел к развитию экспортного потенциала СПГ. Операции по импорту СПГ были запущены в 2008 году, а экспортные операции начались в 2019 году.
Freeport — единственный завод по производству СПГ в США, использующий электродвигатели, работающие от сети, для сжатия и охлаждения природного газа.

## История
Freeport LNG Development, L.P. была основана как ограниченное товарищество (ОТ, Limited partnership, см. товарищество с ограниченной ответственностью) в 2002 году. Майкл Смит — основатель, председатель и главный исполнительный директор Freeport LNG.
Проект СПГ на острове Кинтана был первоначально разработан Cheniere Energy, а впоследствии его строительство финансировалось организацией товарищества, состоящей из Smith Entities (60%) и Cheniere (40%). По состоянию на 2009 год ОТ принадлежало на 45 % Smith, 15 % Dow Chemical Company, 30% Cheniere и 10% Osaka Gas. По состоянию на 2019 год Michael Smith Global Infrastructure Partners и Osaka Gas владеют основными долями ОТ во Freeport LNG.
В январе 2005 года регулирующий орган (regulatory agency) США разрешил Freeport LNG начать строительство СПГ-терминала  и газопровода. Строительство Freeport LNG началось в первом квартале 2005 года. Ориентировочная стоимость строительства объекта на тот год составляла 800–850 млн долларов США, без учета затрат на финансирование, при этом ожидалось, что терминальные операции начнутся в 2008 году. В действительности компания начала свою деятельность в качестве импортера газа в 2008 г.
Серьезный сдвиг на рынке газа СПГ, связанный, прежде всего, со сланцевой революцией, привел к тому, что США не будут продолжать импортировать природный газ и в начале 2010-х Freeport LNG переключила свое внимание на рынок и стала экспортером СПГ. Это привело к крупным инвестициям в объект и строительству нескольких технологических линий для сжижения природного газа. 
Первые экспортные операции начались в декабре 2019 года. Многоэтапное расширение стоимостью более 25 млрд долларов привело к тому, что Freeport LNG получил одно из крупнейших экспортных мощностей СПГ в мире.
Разрыв трубопровода и взрыв в июне 2022 года привели к отключению СПГ-терминала Freeport: 8 июня в результате разрыва трубопровода произошел пожар и взрыв, полностью отключивший СПГ-терминал; тогда же ожидалось, что ограниченные операции возобновятся в сентябре, а полное обслуживание будет восстановлено к концу 2022 года. Поскольку на терминал приходилось около 20 % экспорта СПГ из США, а европейские страны ищут импорт СПГ в качестве альтернативы, после отказа от российского газа, сбой оказал серьезное влияние на мировые цены на газ. 
Общие убытки от этого события оценивались (на тот момент) в 6—8 миллиардов долларов. Подробностей о самом пожаре нет (в отчете, опубликованном в ноябре 2022 года, причиной взрыва названы неадекватные процедуры эксплуатации и испытаний, человеческая ошибка и "усталость от сигналов тревоги"), что привело к возникновению конспирологических теорий.

По состоянию на август возобновление частичной работы завода было перенесено на ноябрь 2022 г. По состоянию на 29 ноября ожидалось, что Freeport LNG частично возобновит отгрузки в середине декабря и возобновит отгрузки в полном объеме к марту 2023 г. 
23 декабря компания сообщила, что работы по реконструкции, необходимые для начала эксплуатации, в основном завершены и она ждет решения регулятора; возобновлять производство было запрещено до тех пор, пока федеральные регулирующие органы не завершат тщательный анализ безопасности объекта и не утвердят соответствующие изменения.
По состоянию на январь 2023 г. перезапуск терминала ожидается не ранее конца февраля 2023; на полную мощность СПГ-завод должен выйти в марте.  24 января завод заявил о завершении ремонтных работ и запросил разрешения регулирующих органов возобновить некоторые операции.